# 知識抽象化
知識抽象化（knowledge abstraction）就是以精要的形式來表達知識的內涵、概念、特質、屬性或意義等，這個從知識本身找出這個精要的形式的過程就是知識抽象化。從另一角度說知識抽象化，則是將知識抽離我們熟悉的具體事物、具體經驗及概念，而朝向一般化及原則化的發展的過程。
譬如：地球繞日運行→行星繞恆星運行→星球依萬有引力的原理運行→萬有引力是物質質量與時空交互作用的結果，這就是一個知識抽象化的過程。
抽象知識為知識之「形而上者」。抽象知識是指將知識從自然界的實體及實物的形象抽離，或從人類熟悉的經驗及概念抽離後所得到的結果，這個結果通常為：生成實體、實物或經驗、概念的原則、原理、精神、精髓、精華或其特徵、特質或重要內涵等，而這個抽離的過程就是抽象化。
整數與加法是我們熟悉的東西，從熟悉的東西中抽取出其精簡的觀念或原則的過程就是抽象化，這精簡的觀念或原則就是抽象知識。
例如抽象代數（abstract algebra）的群（group）的定義很抽象，但它可由整數及加法萃取而得。在這裏整數及加法是個知識，而抽象代數的群，則是它的抽象知識。
更精簡的說，抽象知識是法則中的法則，可以用之生成或解釋多個不同的法則，甚至是生成或解釋不同領域的法則。譬如易經的64卦，每一卦都代表一個抽象知識，可以用它衍生出一些不同的法則。有些成語也可視為抽象知識，譬如「以虛御實」，在文學中、政治中和軟體物件導向的抽象類別中都可看到它的影子。